# Торгівля мая

Торгівля мая

Торгівля мая — одна з важливих галузей економіки держав мая, яка поєднувала приватну та державну. Водночас існувала між маянська та зовнішня торгівля. Торговельні шляхи давніх мая пролягали від Центральної Мексики до сучасних Панами і Колумбії.

## Особливості і властивості

### Причини
На формування і розвиток торгівлі вплинули політико-економічні процеси, що відбувалися в державах мая. З розвиток міст, урбанізацією, появою перших потужних держав і гегемонів, у їх володарів накопичувалася велика кількість цінностей різного штибу. При цьому у правителів, знаті, жрецтва зростали потреби, з'являлося бажання отримати нові речі, екзотичні товари, їжу, щоб підкреслити свій викличний статус. Ці фактори стимулювали зовнішньомаянську торгівлі.
Водночас наявність корисних копалин, деревини, продуктів, що добувалися полювання і рибальством, не було скрізь однорідним, де мешкали мая. Оскільки між їх державами не постійно відбувалися війни, то поступово розпочалася торгівля міжмаянського характеру. В результаті деякі торговці держав мая перетворилися на посередників між державами мая та регіонами Месоамерики або Центральної Америки.
Особливість торгівлі мая полягає також в тому, що незважаючи на практично незмінні протягом існування цивілізації товари, процес, напрямки торгівлі, під впливом війн, економічних проблем, зовнішніх обставин, змінювалися шляхи і центри торгівлі, засоби доставки товарів (суходолом, морем, річками).

### Торговці
Професійними торговцями у мая були лише ті, хто займався зовнішньою і дальньої торгівлею. Ли вони мали свою особливу організацію, своїх богів-покровителів — бога какао — Ек Чуаха («чорного бога»), свої ритуали і святкування, зовнішні символи й атрибути (віяло, ціпок з гострим кінцем). Торговці з часом для швидко доправлення товарів розробляли детальні мапи. Частина з них потрапила до Теночтітлана, їх використовував Е.Кортес під час походу до Гватемали.
Існували звичайні професійні торговці (пполом), вище їх стояв той, хто очолював караван рабів-носіїв (ах пполом йок). На соціальних щаблях торговець стояв на більш високому щаблі, ніж основна маса населення. Зазвичай у мая професійні торговці були тісно пов'язані зі знаттю, а не утворювали проміжний шар між нею і народом, як це було в ацтеків. Відомі випадки, коли аристократи або вожді, правителі міст самі займалися торгівлею.
Професійна торгівля допомагала піднятися до ранг знаті. Водночас вона мала клановий характер. Відома вузька спеціалізація торгівців: aj-'ul («той, у кого атоле»), aj-waaj («той, у кого тамале»), aj-mahy («той, у кого тютюн»), aj-jaay («той, у кого глиняний посуд»), aj-atz'aam (« той, у кого сіль»), aj-ixiim («той, у кого зерна маїсу»).
Внутрішня торгівля не носила професійного характеру: хто виробляв даний продукт, той і обмінював його.

### Переміщення
Оскільки мая не знали в'ючних тварин, то вони користувалися носильщиками, які доставляли необхідні товари суходолом. Останні переносили товар за допомогою мекапаля — шматка шкіри або тканини на лобі, на який спирається ремінь або мотузка закріпленого на спині вантажу вагою близько 25 кг. З ними вони проходили в середньому 20 км на день. Господаря товарів зазвичай несли на ноші. В залежності від статусу купця (приватні чи державний), могутності його господаря та наявності товару, кожного торговця супроводжувало від декількох до декількох десятків носіїв вантажів. Суходіл пересувалися простими стежками (сакбеооб) в сельві, в горах або на рівнині, і мощені дороги в низинах, що зазвичай заливаються в сезон дощів.
Такий засіб доставки був надто довгим і важким. Тому маянські торговці намагалися користуватися річковими шляхами, для цього мали невеличкі човни. Іншим був морський спосіб: для цього у кожної держави існував торговельний флот та були обладнані спеціальні порти, такі торговці називалися маячонталь (в науці їх інколи називають «путунами»), оскільки першими цю справу розпочали мая з народу чонталь. Опис вигляду маянського човна надав Бартоломео Колумб, який разом із братом Христофором Колумбом (четверта подорож до Америки) у 1503 році зустрів торговців мая біля о. Гуанаха в Гондураській затоці: «ми зустріли індіанський човен, великий наче галера, завширшки у 8 кроків, зроблену з одного стовбура дерева. Вона була навантажена товарами із західних областей… Посередині човна стояв навіс з пальмового листя, який захищав тих, хто знаходився всередині, від дощу і морських хвиль. Під цим навісом розмістилися жінки, діти і весь вантаж». Про парусний човен мая, що привіз на острів Косумель бранця-іспанця Херонімо де Агіляра, повідомляв конкістадор Ернано Кортес. Зображення довбані весільних човнів досить часто зустрічаються в творах мистецтва древніх мая, починаючи принаймні з VII до XII—XIII ст. Існували спеціальні знаки, що містилися на деревах для полегшення морського переходу між Табаско і Юкатаном.

## Міжмаянська та внутрішня торгівля
Відмінності геологічних, орографічних, географічних і кліматичних умов між окремими районами області мая визначили помітне розмаїття природних ресурсів в кожному з них. Хоча для задоволення своїх елементарних потреб народи цієї області в будь-якому географічному оточенні могли отримати найістотніше для свого прожитку (маїс, фрукти, тварин, на яких полювали) і матеріали для своїх жител (деревина, пальмовий лист, ліани), але жоден район не був самообеспечиваться і більшою чи меншою мірою потребував торгового обміну.
Торговельні шляхи йшли з Юкатану уздовж річок Усумасінта та Гріхальва, звідти до мая Табаско або до держав біля річки Мотагуа. Інший шлях починався від тихоокеанського узбережжя та навколишніх долин і гір (від мая-кіче та мая-качкикелей до Гватемали, низинних районів). Річки Усумасінта, Гріхальва і Мотагуа зі своїми притоками служили головним чином для торгівлі між високогір'ям і рівнинами. Використовувалися також річки Мопан і Беліз.
Особливо розвинена була торгівля між містами Юкатана. Дороги йшли навколо міста Коба, від Коба до Яшму На (100 км), від Т-хо (давня назва сучасної Меріди) до Ісамаля, від Т-хо через весь півострів до його східного узбережжя навпроти Косумеля, від Т-хо на північне узбережжя, від Ушмаля до Кабаха і від Ушмаля до Ошкінтока.
Внутрішня торгівля скупчувалася біля великих міст, зазвичай у столиці, де члени громад мали можливість вимінять на харчі потрібні інструменти і засоби (сокири, зернотертки тощо). Стосовно масштабів цієї торгівлі відомо замало.

## Зовнішня торгівля
Зовнішня торгівля мала державний, централізований характер, оскільки лише володар і його найближче оточення мали все необхідне для ведення такої торгівлі, поєднаної з багатьма труднощами і ризиком, володіючи плантаціями какао, соляними копальнями та іншими значними матеріальними цінностями.

### Північна
З давнини маянські міста були пов'язані з північнішими державами і містами Месоамерики. Більшість торговців спочатку спрямовувалися саме до Теотіуакана, потім Толлана тольтеків, згодом міст Анауака (Мексиканської долини).
Відповідно до археологічних досліджень у Теотіуакані розташовувався маянський квартал, де мешкали зокрема й торговці з держав мая. Відповідний квартал теотіауканців розташовувався в Мутулі (особливо якщо зважати на учать Теотіуакана у піднесенні Мутульського царства). Особлива жвавими було торгівля між теотіуаканцями та державами Мутуль (Тікаль), Вака, Са'аль, К'анту.
Крім, того, велася торгівля з практично з усіма невеличкими державами Мексики до встановлення тут панування ацтеків, які монополізували торгівлю, що обмежало можливості маянських купців.
Існує версія, що мая могли торгувати навіть з племенами Антильських островів, зокрема Куби. Втім ця теорія не отримала ще достеменних доказів.

### Південна
Міста мая, що розташовувалися у південній частині населеної ними території, природно орієнтувалися на торгівлю з племенами і народами Центральної Америки. Маянська торгівля поступово проникала вглиб континенту на південь. Спочатку основними місцями, де велася торгівля були землі сучасних Гондурасу і Сальвадору. З часом, особливо розвитком торговельного флоту, розширилися можливості. Так, юкатанські купці вже у XI—XII ст. вели активну торгівлю з народами Коста-Рики та Панами, а через посередництвом останніх з племенами і касікствами північної частини південної Америки.
Існує думка, що у XIV—XVI ст. маянські торговці власноруч доходили до берегів сучасних Колумбії та Венесуели, де торгували з чибча-тайрона та чибча-муїска. Ця гіпотеза заснована на знахідці ієрогліфічних написів мая у печерах островів Кюрасао, Аруба та Бонайре, що розташовані недалеко від південної Америки.

## Торговельні шляхи

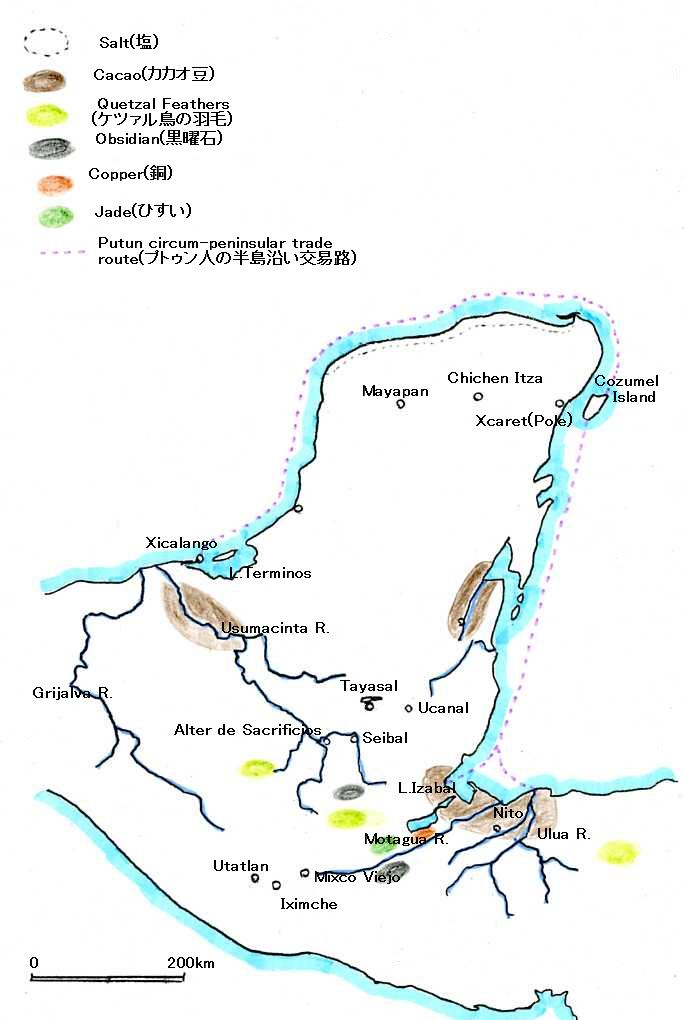
Торговельний шлях навколо Юкатана та торговельні центри юкатанських мая. Класичний, ранній післякласичний періоди

У класичний період провідну роль відігравали міста-держави Центральної (рівнинній) області на чолі з Мутулєм. Відповідно до цього і прокладалися торгові шляхи для зв'язку із зовнішнім світом: сухопутні і річкові маршрути вели з сучасного Петена (Гватемала) на схід, до Атлантичного узбережжя (шлях по річці Беліз); на північ — уздовж берега моря, до Юкатану і його соляних копалень; на південний захід — в гірську Гватемалу і через Камінальхую до Теотіуакана; на захід — в басейн річки Усумасінти.
У IX—X ст. навала племен науа викликала занепад і запустіння більшості міст Петена. Вони так і не відродилися, а центр розвитку мая перемістився на північ, до жителів півострова Юкатан. В значній мірі в цьому полягає головна причина створення у післякласичний період довгого і складного морського шляху навколо усього Юкатана: від міста Шікаланго (район Табаско, Мексика) до багатих землям Улуа (Гондурасу) і басейну річки Мотагуа (Гватемала) в обхід руїн колишніх центрів Петена.
У XV ст. у західних кордонів мая, в портових містах Табаско, з'явилися представники ацтекської держави в особі почтека. Протягом цього століття останні фактично перехопили торгівлю мая з центральномексиканським регіоном, що відобразилося на майновому стані мая-торгівці та послабило економічну міць маянських міст Юкатана.
У XV—XVI основними стають шляхи навколо Юкатану: від Улуа (Гондурасу) до Табаско та через Кускатлан, землі сапотеків або уздовж Тихого океану безпосередньо до земель Ацтекської імперії — м. Соконуско. Водночас зберігаються давні зв'язки з племенами сучасних Гондурасу, Нікарагуа, Коста-Рики та Панами, зміцнюється торгівля з муїсками.

## Центри торгівлі
Найбільш розвинені і політично потужні міста мая ставали центра торгівлі. В різний період — це були різні міста Мутуль, Чичен-Іца, Маяпан.
В часи розквіту Мутуля — V і VII—VIII ст. — він стає одним з найважливіших центрів торгівлі з центральною Мексикою. Цьому сприяли політичні та військові успіхи, перемоги над сусідами-суперниками, збільшення данини та послаблення конкурентів. Важливим центром міжмаянської торгівлі та торгівлі з північчю Месоамерики у VII ст. нетривалий час був Баакуль. В цей же час морську торгівлю на Юкатані очолює держава Коба.
У VIII ст. н. е. потужним центром південної зовнішньої торгівлі стає Копан. Тут археологи виявили уламки золотої статуетки. Аналіз металу і художній стиль предмета доводять, що він був привезений до міста з Панами.
В VIII та XI—XII ст. важливим центром торгівлі стає Чичен-Іца. Звідси велася торгівля з багатьма містами: від племен тотонаків і уастеків до народів Панами і держав чибча-муїсків (в сучасній Колумбії). З останніми лише у XII ст. вона почала встановлюватися. У XIII—XV ст. цю роль перебрав на себе я Маяпан, а потім Ушмаль, в часи яких торговельні шляхи Чичен-Іци збереглися та зміцніли (остаточно було налагоджено торгівлю з муїсками). У XIV—XVI ст. на центр торгівлі какао і медом постало м. Четумаль (південно-східна частина Юкатана, сучасний Беліз).
У XV—XVI ст. на значний центр торгівлі перетворилося місто Іцамканак, столиця області мая-чонталь Акалан. Про нього згадував ще Ернан Кортес під час походу до Гватемали. Точне його місцезнаходження досі викликає суперечки серед дослідників. Більшість поміщають цю провінцію в басейні річки Канделарія, на території мексиканського штату Кампече. Поступово важливими центрами торгівлі стають міста на прикордонні Ацтекської імперії та держав мая — Шикаланго (на березі Мексиканської затоки), Сіматан (на річці Гріхальва, на шляху з Мексиканської долини до сучасного штату Чіапас), Потончан, що контролював не тільки торгівлю в пониззі річки Гріхальва, а й морські шляхи вздовж західного узбережжя Юкатану. На півдні важливими центрами стають Ніто (у гирлі Ріо-Дульсе, Гватемала) і Нако (на річці Улуа, Гондурас), Чампотон (на узбережжі Мексиканської затоки), Чахуака (на північному узбережжі Юкатану), Поле, Бакалар.

### Ринки
В містах центром торгівлі були ринки. Вони, їх організація досягли досить високого рівня розвитку. Дослідники виявили певний зв'язок ринків з храмами та релігійними святами (має схожість з подібною ситуацію середньовічної Європи). За свідченнями іспанських конкістадорів ринки були дуже великими. Так, що в гірських областях Гватемали в ті часи ринки були величезними, відомими і дуже багатими. Збираючи велику кількість людей разом на постійній основі, ринки забезпечували можливість соціальної взаємодії та обміну ідеями. Вони навіть могли включати в себе заходи централізованого контролю над економікою правителями мая.
Ринки класичних мая являли розташовані на просторих відкритих площах лінії торгових рядків до 55 м завдовжки і 3 м завширшки. Їх стінки складалися з одного шару кам'яної кладки, що вкрай нехарактерно для споруд монументального центру, але типово для різного роду легких будівель. Рядки могли розбиватися перегородками на окремі невеликі приміщення (свого роду «точки» торговців), розміри яких становили 10-15 м (в Пуебліто — 5,5х3 м). У той же час на площі в Тікалі не зафіксовано сліди поперечних стінок, проте по довжині усіх восьми рядків є стінки поздовжні, що наче розбивають приміщення на дві довгих галереї зі входами з протилежних фасадів. При цьому відсутній будь-який підйомний механізм на території подібних комплексів.
Торгові лави формувалися паралельно або перпендикулярно один одному, ставилися як по довжині, так і по ширині площі. При цьому спільною рисою всіх подібних комплексів був досить просторий майданчик в самому центрі ринку, що залишався вільним від торгових лав.
Усі ринки завжди (за винятком Каракола) знаходилися всередині монументального центру, були пов'язані з системою доріг-сакбе, розташовані поруч зі стадіоном для гри в м'яч. Останнє, на думку дослідників, може вказувати на певну культову активність, пов'язану з торговою діяльністю, або ж бути наслідком прагнення підвищити товарообіг за рахунок близькості місць масового скупчення народу.
На думку низки дослідників, у мая, починаючи з середини класичного періоду, існували так званні тимчасові ринки. Втім щодо них відсутні чіткі відомості, оскільки від них нічого не збереглося.
Ринкові площі на околицях столиці та у підвладних містах (провінційних) контролювалися місцевими багатими родинами, їх функції мали інший характер, ніж функції центральних ринків, підконтрольних царського двору і пов'язаних з громадськими та ритуальними комплексами теменосу. Центральні площі відрізнялися і товарами — крім ремісничої продукції і предметів першої необхідності, тут могли тулитися, в якомусь роді, місця «громадського харчування», де продавали готову їжу.

## Товари
Основу міжмаянської торгівлі складали товари широко вжитку, які були потрібні усім верствах населення — сіль, бавовна, какао, кремінь, обсидіан. На міжмаянський ринок з Юкатану доставляли сіль, віск, мед, маїс, квасоля, суху, копчену, або солону рибу, бавовна, ткані плащі, пір'я водоплавних птахів, копав і кремінь як сировину або у вигляді готових виробів; з Гватемали йшли головним чином цінні породи дерев, шкури, бавовну, пір'я кецаля, копав, яшму, бірюзу, базальт для зернотерток і ступ, вулканічний пил як обезжирювач глини при виготовленні кераміки, у узбережжя Мексиканської затоки і Тихого океану — какао та каучук, з Гондурасу — алебастрові посудини, какао.
Переважну частину товарів зовнішньоторговельного обміну складали предмети розкоші (корали, гірський кришталь, перли, витончені керамічні вази і чаші з різьбленими і писаними орнаментами, зброя із зеленого обсидіану, золото, коштовне каміння) і різні екзотичні продукти, які йшли насамперед на потреби царського двору і культу. Для нижчих верств доставлявся обсидіан, кремінь.
До числа товарів господарського призначення, торгівля якими у мая досягла значного розмаху, вчені відносять сіль, обсидіан і деякі породи твердого каменю. Вона здебільшого мала міжмаянський або мая-ацтекський характер. Також доставляли морських рибу, голкокожих та тварин, мушлі у внутрішні райни, у приморську відправляли — тварин, їх шкіри, птахів, отриманих полюванням, також різні метали, деревину.
з часів існування Мутуля (сучасний Тікаль) до центральної Мексики відправляли сіль, кераміку, нефрит. У XII—XVI ст. незважаючи на падіння одних міст, посилення інших, маянська торгівлі все більше розвивається. Вони торгували сіллю, бавовняними тканинами, рабами, коштовними металами, нефритом, какао, шкірами тварин (ягуарів, крокодилів, дельфінів), панцирями черепах і самими черепахами, екзотичними фруктами, ваніллю, сосновою смолою, фарбами, пір'ям кецалей та інших екзотичних птахів, мідю та виробами з неї, овочами, маїсом, медом.

## Процес торгівлі
У торговельних операціях переважав прямий обмін (бартер). У післякласичний період з'явилися вже певні грошові еквіваленти: бавовняні плащі, нефритові прикраси, мідні сокирки, золотий пісок, намиста з червоних мушель, боби какао. Останній еквівалент був найпоширенішим.
Використовувалися також маленькі пласкі сокири та бронзові бубонці, ціна яких залежала від розміру. Бобами какао можна було сплатити вартість будь-якої речі. Іспанські хроністи, наприклад, називає ціну 1 кролика (10 бобів какао), чикосапоте (8 плодів 4 боби) і 1 раба (100 бобів). Продавець товару, отримавши плату бобами какао, дуже ретельно їх перераховував по одному, злегка натискаючи на кожен, оскільки знаходилися люди, які підробляли таку «монету», наповнюючи шкаралупу бобу землею.